# Якупово (Караидельский район)
Якупово (баш. Яҡуп) — деревня в Караидельском районе Республики Башкортостан Российской Федерации. Входит в состав Староакбуляковского сельсовета. Находится на реке Байки (река) Якупово – древнейшее селение, история которого насчитывает пять столетий. Оно не раз меняло название на Чинмурзино, Артаул, Галино, Кантоновская. Здесь проживают потомки древнейшего рода «гуннов»   или «унлар».

## География

### Географическое положение
Расстояние до:
- районного центра (Караидель): 22 км,
- центра сельсовета (Старый Акбуляк): 4 км,
- ближайшей ж/д станции (Щучье Озеро): 79 км.

## Население
| 2002 | 2009 | 2010 |
| ---- | ---- | ---- |
| 273  | ↗291 | ↘284 |

Национальный состав
Согласно переписи 2002 года, преобладающая национальность — башкиры (97 %).

## Религия
В деревне есть мечеть Туймухаммада-аулии.